# فرديناند فون كومر
فرديناند فون كومر (بالألمانية: Ferdinand von Kummer)‏ (و. 1816 – 1900 م) هو ضابط ألماني، ولد في بوزنانيا، ويحمل رتبة عسكرية فريق أول، توفي في بوتسدام، عن عمر يناهز 84 عاماً.

## جوائز
حصل على جوائز منها:

Grand Cross of the Order of the Red Eagle ‏